# Putuoshan (köpinghuvudort i Kina, Zhejiang Sheng, lat 29,99, long 122,38)
Putuoshan är en köpinghuvudort i Kina. Den ligger i provinsen Zhejiang, i den östra delen av landet, omkring 210 kilometer öster om provinshuvudstaden Hangzhou. Antalet invånare är 10 411. Befolkningen består av 4 698 kvinnor och 5 713 män. Barn under 15 år utgör 7,0 %, vuxna 15-64 år 86 %, och äldre över 65 år 5,0 %.
Närmaste större samhälle är Shenjiamen, 8,6 km väster om Putuoshan. 
Genomsnittlig årsnederbörd är 1 783 millimeter. Den regnigaste månaden är juni, med i genomsnitt 312 mm nederbörd, och den torraste är januari, med 53 mm nederbörd.